# Charálambos Cholídis
Charálambos Cholídis (grec moderne : Χαράλαμπος Χολίδης), né le 1er octobre 1956 à Gouriev dans la République socialiste soviétique kazakhe et mort le 26 juin 2019 à Athènes (Grèce), est un lutteur grec spécialisé dans la lutte gréco-romaine. 
Il a remporté aux Jeux olympiques d'été de 1984 à Los Angeles et aux Jeux olympiques d'été de 1988 à Séoul la médaille de bronze en poids coqs.

## Carrière
Charálambos Cholídis, surnommé Bábis (πάμπης), commence à l'adolescence en 1969 par la lutte. Il évolue alors au club Atlas Kallitheas Athinaisous la direction de l'entraîneur Paraskus Boras. Il combat exclusivement en gréco-romaine et était militaire pendant son temps de jeu.
À l'âge de 17 ans, il combat catégorie de poids allant jusqu'à 48 kg. Il commence sa carrière internationale en 1973 avec des débuts aux championnats d'Europe à Helsinki, où il ne remporte aucune victoire et termine à la onzième place. Il participe à ses premiers championnats du monde à Téhéran où Il a bat l'Espagnol Juan Gonzalez et le Tunisien Habib Dlimi, prenant ainsi une sixième place.
Lors de Championnats d’Europe en 1974 à Madrid, Charálambos Cholídis gagne deux combats, mais rate une médaille avec laen[Qui ?] terminant à la quatrième place. Aux championnats du monde la même année à Katowice, il bat le Hongrois Ferenc Seres, mais échoue face à l'athlète soviétique Vladimir Zubkov et termine à la septième place.
Après une sixième place aux championnats d'Europe 1975 à Ludwigshafen et une sixième place à la coupe du monde 1975 à Minsk, il réussit ses championnats d'Europe 1976 à Leningrad en obtenant sa première médaille. Il y remporte trois victoires face à des lutteurs de classe mondiale : le Roumain Nicu Gângă, le Suédois Benni Ljungbeck, de Suède, et le Hongrois Lajos Rácz. I perd contre le Bulgare Petar Kirov et le représentant de l'URSS Vladimir Shatunov. Aux Jeux olympiques de 1976 à Montréal, il resta sans poids et vint en poids mouche après avoir perdu contre Lajos Rácz et l'Américain Bruce Thompson seulement à la onzième place.
Lors de coupe du monde 1977 à Göteborg, Charálambos Cholídis termine cinquième avec trois victoires, étant battu par Kamil Fatkulin de l'URSS et Nicu Gângă.
En 1978, il remporte sa première médaille à une coupe du monde. À Mexico, il bat son adversaire sur le chemin de la médaille de bronze Lajos Rácz, le Turc Sumer Karadag de Turquie et l'Italien Antonio Caltabiano, alors qu'il est vaincu par l'Allemand Rolf Krauss et le Bulgare Krum Borisow.
De 1979 à 1982, Charálambos Cholídis s'est classé aux championnats internationaux, principalement dans le milieu haut du tableau. Cependant, il termine respectivement cinquième et sixième aux championnats du monde 1981 à Oslo et 1982 à Katowice. Aux championnats d’Europe de 1983, il remporte une nouvelle médaille. Entre-temps, il est passé à Budapest, après une victoire en demi-finale sur l'athlète soviétique Vasily Fomin et une défaite en finale contre le vice-champion d'Europe bulgare Emil Ivanov.
Lors des Jeux olympiques d'été de 1984, il évolue en poids coq en lutte gréco-romaine, remportant des victoires face à l'Égyptien Abdel Latif Khalaf, le Marocain Ali Lachkar, avant de s'incliner en demi-finale face au Japonais Masaki Etō. Sa victoire face au Roumain Niculae Zamfir lui permet de remporter sa première médaille de bronze olympique.
Après une quatrième place aux championnats du monde de 1985 à Kolbotn près d'Oslo, il reporte une médaille d'argent lors des championnats d'Europe 1986 à Athènes, battu en finale par le Soviétique Timurzjan Kalemulin. La même année, il remporte la médaille de bronze des poids coqs des mondiaux à Budapest.
Participant aux épreuves de lutte gréco-romaine lors des Jeux olympiques d'été de 1988 à Séoul dans la catégorie poids coq, il s'impose face au Soviétique Aleksandr Shestakov, le Suédois Benni Ljungbeck, Le Sud-Coréen Heo Byeong-ho, l'Américain Anthony Amado. Battu par le Bulgare Stoyan Balov, il remporte la médaille de bronze en s'imposant face au Chinois Yang Changling.
Après cette compétition, Charálambos Cholídis met fin à sa carrière au cours de laquelle il remporte sept médailles, dont deux olympiques, en championnats internationaux, sans toutefois remporté de titre. 
Il entre dans la profession d'entraîneur et occupe plus tard à Athènes l'un des postes d'entraîneurs de l'équipe nationale grecque en style gréco-romain.

## Palmarès
- Médaillé de bronze en poids coqs aux Jeux olympiques d'été de 1984 à Los Angeles ( États-Unis)
- Médaillé de bronze en poids coqs aux Jeux olympiques d'été de 1988 à Séoul ( Corée du Sud)